# Hypericum cavernicola
Hypericum cavernicola är en johannesörtsväxtart som beskrevs av L. B.Smith. Hypericum cavernicola ingår i släktet johannesörter, och familjen johannesörtsväxter. Inga underarter finns listade i Catalogue of Life.